# Sagittaria aginashii
Sagittaria aginashii, višegodišnja vodena biljka iz porodice žabočunovki rasprostranjena na ruskom dalekom istoku, Japanu (Hokkaido, Honshu, Shikoku, Kyushu), Koreji i Kini. Opisao ju je 'japanske botanike' Tomitarô Makino.

## Opis
S. aginashii voli voli mokra tla, jezerca i riječne obale, a može rasti i u vodi. Na istoj biljci mogu se naći i muški i ženski cvjetovi, a oprašuju ih kukci. Listovi su dugi 7 - 15 centimetara, jestivi su, a latice cvijeta (ima ih tri) bijele su boje. Cvate od srpnja do listopada.